# Tituskopf

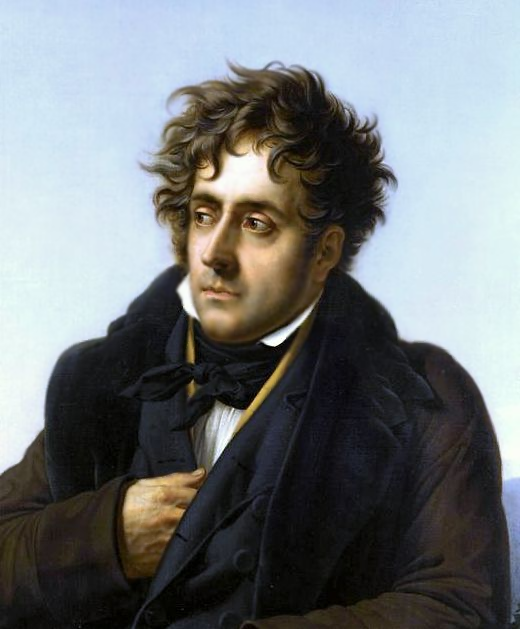
François-René de Chateaubriand (1811)

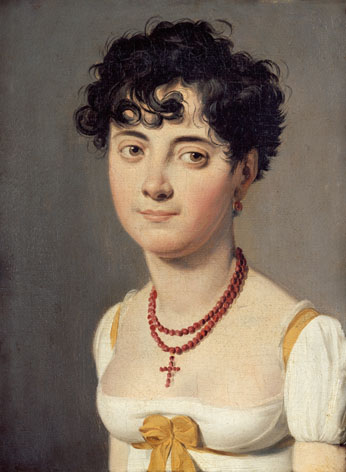
Madame Fouler, comtesse de Relingue (1810)

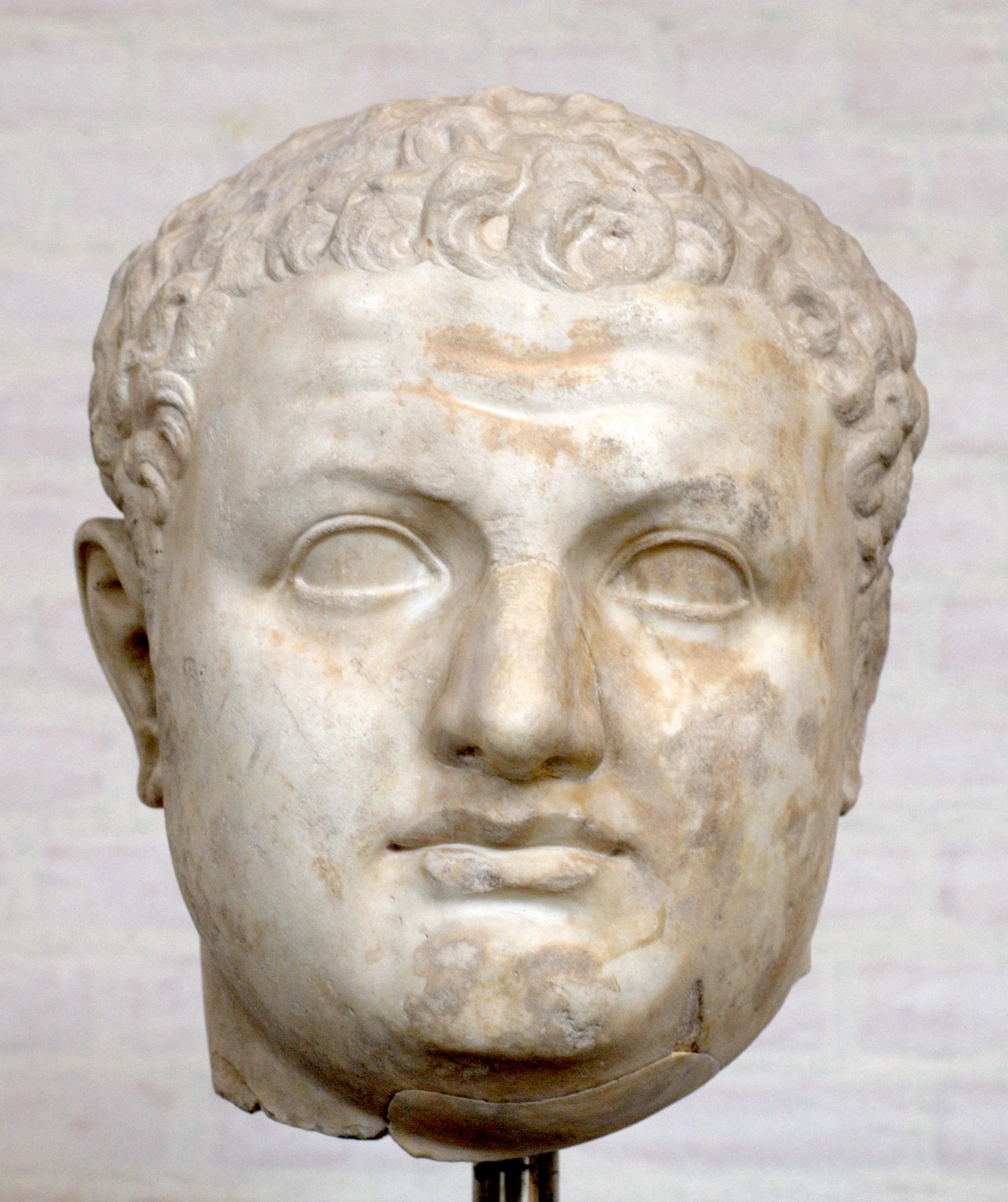
Titus (Münchner Glyptothek)

Der Tituskopf (französisch Cheveux à la Titus) war in der Zeit von 1795 bis 1835 eine beliebte Herrenfrisur, bei der die Haare vom Wirbel weg nach allen Seiten gekämmt, gleich lang geschnitten und kurz gelockt sind. Die Frisur kam durch den Schauspieler François-Joseph Talma auf, der diese Frisur 1795 in der Rolle des Titus, des Sohns des römischen Konsuls Brutus, in Voltaires Stück Brutus auf Vorschlag des Malers Jacques Louis David trug. Im Directoire war der Tituskopf auch bei Damen beliebt und in der Mode à la grecque die passende Frisur zum antikisierenden Chemisenkleid. Im Wiener Jargon wurde die Frisur auch als „Kakadu“ bezeichnet, etwa bei Johann Nestroy.
Die Frisur war auch nach dem Zweiten Weltkrieg beliebt.